# Transportwesen in Ghana
Besonders in einem Entwicklungsland wie Ghana besitzt das Transportwesen eine Schlüsselstellung bei der Gestaltung des wirtschaftlichen Gesamtprozesses sowie auch im Hinblick auf Möglichkeiten zur Realisierung künftiger Wirtschaftsentwicklungen. Der Umstand, dass Ghanas Infrastruktur, auf die der Verkehr basiert, wie überall im tropischen Afrika, relativ schwach entwickelt ist, liegt vornehmlich in einer weitaus höheren Kostenintensität begründet, die ein Straßen- und Gleisbau im tropischen Afrika aufgrund technischer Schwierigkeiten im Vergleich zu Europa und anderswo mit sich bringt.

## Eisenbahn
| Jahr | transportierte | transportierte | Personen-km | Fracht-km (Nettotonnen) |
| Jahr | Personen       | Fracht         | Personen-km | Fracht-km (Nettotonnen) |
| ---- | -------------- | -------------- | ----------- | ----------------------- |
| Jahr | [1000]         | [1000 t]       | [Mio. km]   | [Mio. km]               |
| 1971 | 7.441,4        | 1.592,3        | 447,9       | 292,7                   |
| 1973 | 7.897,6        | 1.389,7        | 500,9       | 292,7                   |
| 1988 | 3.259,4        | 774,0          | 389,3       | 125,5                   |
| 1989 | 2.890,4        | 751,4          | 330,5       | 130,8                   |
| 1990 | 1.896,8        | 724,1          | 277,5       | 126,9                   |
| 1996 | 2.100          | 857            | 208         | 152,8                   |
| 2001 | 600            | 1.500          | 62          | 220                     |

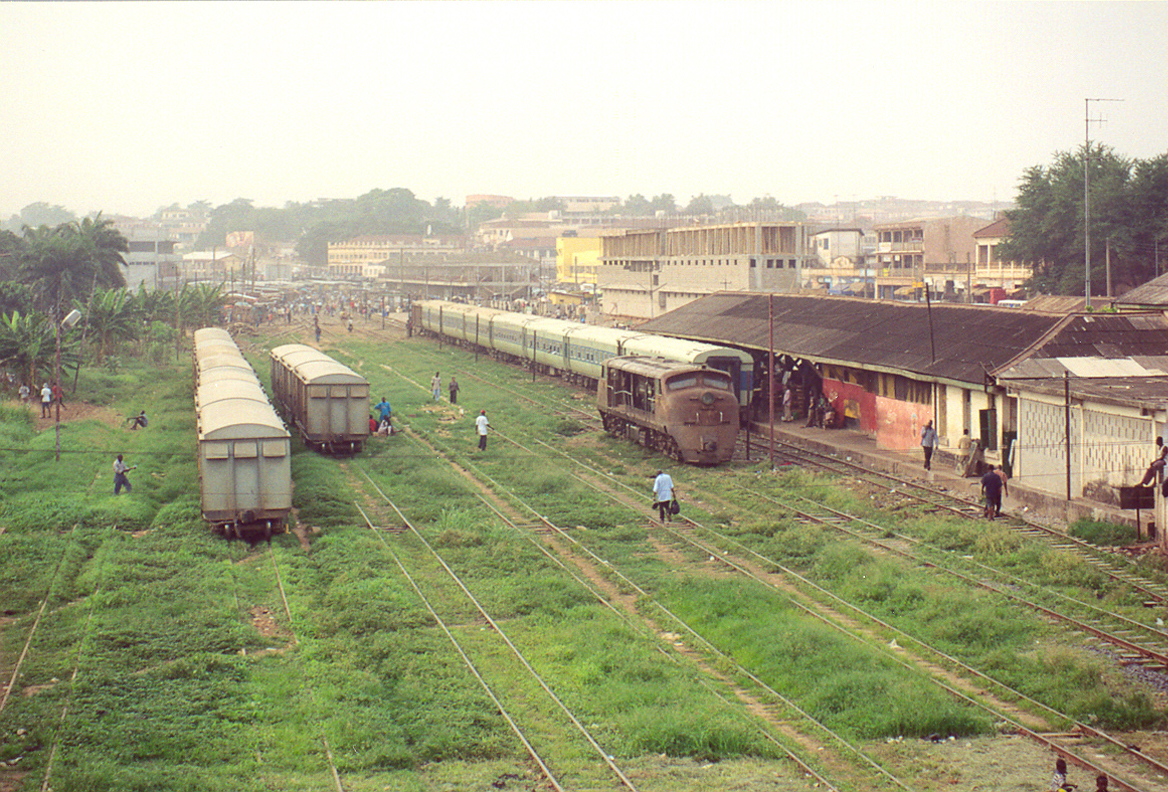
Der Bahnhof Kumasi 2005

Das heutige Schienennetz in Ghana misst eine Länge von ca. 1300 km. Die Hauptstrecken verbinden Takoradi – Sekondi – Tarkwa – Kumasi (174 km) sowie Accra – Kumasi (309 km). Erstere Linie dient hauptsächlich dem Transport von Mangan- und Golderzen zum Verschiffungshafen in Takoradi. Ghanas Schienennetz hat Kapspur, d. h. die Gleisstränge haben einen Abstand von 1067 mm.
Obgleich Exportgüter wie z. B. Kakao oder Holz traditionell den größten Anteil an dem auf dem Schienenweg transportiertem Frachtgut darstellen, verlagerte sich deren Transport seit Ende der 1970er zunehmend auf die Straße. Grund hierfür war der sich immer mehr verschlechternde Zustand der Bahnanlagen. Seit 1976 sah sich die Bahngesellschaft genötigt, regelmäßige Zuschüsse für den Erhalt ihrer Anlagen beim Staat einzufordern. Im Jahre 1996 stellte die Regierung 150 Mio. USD zur Verfügung für den Ausbau der Strecken im Westen um weitere Bergbaugebiete mit dem Hafen von Takoradi zu verbinden.
Im Jahre 1995 bekam die ghanaische Eisenbahngesellschaft drei neue Lokomotiven und 60 neue Waggons, was von der deutschen Kreditanstalt für Wiederaufbau und dem japanischen Overseas Economic Co-operation Fund finanziert worden war.
Ende 2004 hat die OPEC Ghana einen Kredit in Höhe von 5 Mio. USD gewährt für den weiteren Ausbau der Eisenbahnverbindung zwischen Accra und dem Hafen von Tema bzw. zur Erdölraffinerie in Tema.

### Bedeutende Unternehmen
- Ghana Railways Corporation (GRC),

gegr. 1901 als Gesellschaft für den Betrieb und den Erhalt der Eisenbahnlinien; früher staatlich; seit April 2004 privatisiert

## Straßenverkehr

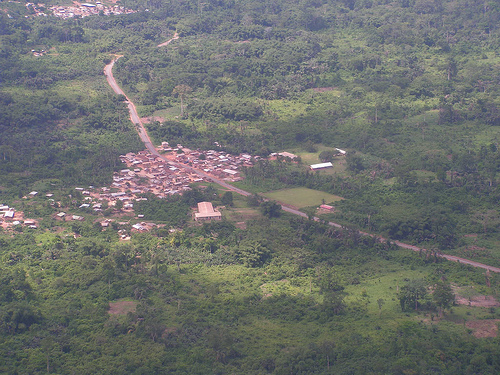
Ein Dorf in der Nähe von Tarkwa, Ghana

Im Jahre 1996 schätzte man Ghanas Straßennetz auf eine Gesamtlänge von 37.800 km. Davon sind 30 km Autobahn (motorway), 5.230 km Hauptstraßen (main roads) und 9.620 km Nebenstraßen (secondary roads). 24,1 % der Straßen haben eine feste Bitumen- oder Betondecke. Die Hauptverbindungen bilden grob gesehen ein Dreieck Takoradi – Kumasi – Accra-Tema. Das Straßennetz Ghanas wird zwar in Bezug auf dem im tropischen Afrika üblichen Standard als relativ gut beschrieben, aber dessen Instandhaltung ist ein Dauerproblem in Ghana. Ersatzteile für Straßenfahrzeuge haben Seltenheitsstatus zumal sich deren Verteilungssystem seit den frühen 1960ern stetig verschlechtert hat.
| Jahr | zugelassene          | zugelassene                         |
| Jahr | Personen- kraftwagen | Lastkraftwagen und Kleintransporter |
| ---- | -------------------- | ----------------------------------- |
| Jahr | [1000]               |                                     |
| 1974 | 55,0                 | 43,9                                |
| 1988 | 51,6                 | 25,2                                |
| 1994 | 90,0                 | 44,7                                |
| 1998 | 301                  | 44                                  |
| 2000 | 397                  | 53                                  |
| 2002 | 463                  | 56                                  |

Im Jahre 1995 hatte die ghanaische Regierung ein 5-Jahres-Straßenerweiterungsprogramm begonnen, wofür 259 Mio. USD zur Verfügung gestellt wurden. 1996 waren vier neue Straßenverbindungen fertiggestellt, 87 km geschottert und 213 km oberflächenerneuert. Als Aufwendungen der Regierung für den Straßenbau wurden 1999: 603,5 Mrd. Cedis erwartet und für 2000: 832,7 Mrd. Cedis und 2001: 863,7 Mrd. Cedis projektiert. Der Minister für Finanzen kündigte 1999 bei der Vorlage seines Haushaltsbudgets die Einführung einer Straßenbenutzungsgebühr an, die an rekonstruierten und sanierten Straßenabschnitten und Brücken erhoben werden soll. Vorgesehen als Straßen mit Gebührenstatus sind die Verbindungen Tema – Akosombo, Tema – Aflao, Yamoransa – Takoradi, Yamoransa – Anwiankwanta, Accra – Yamoransa, Accra – Kumasi, Kumasi – Dunkwa und Kumasi – Kintampo. Mit dem Neubau einer Straßenverbindung Mallam – Kasoa und Kasoa – Winneba wurde 2003 begonnen.

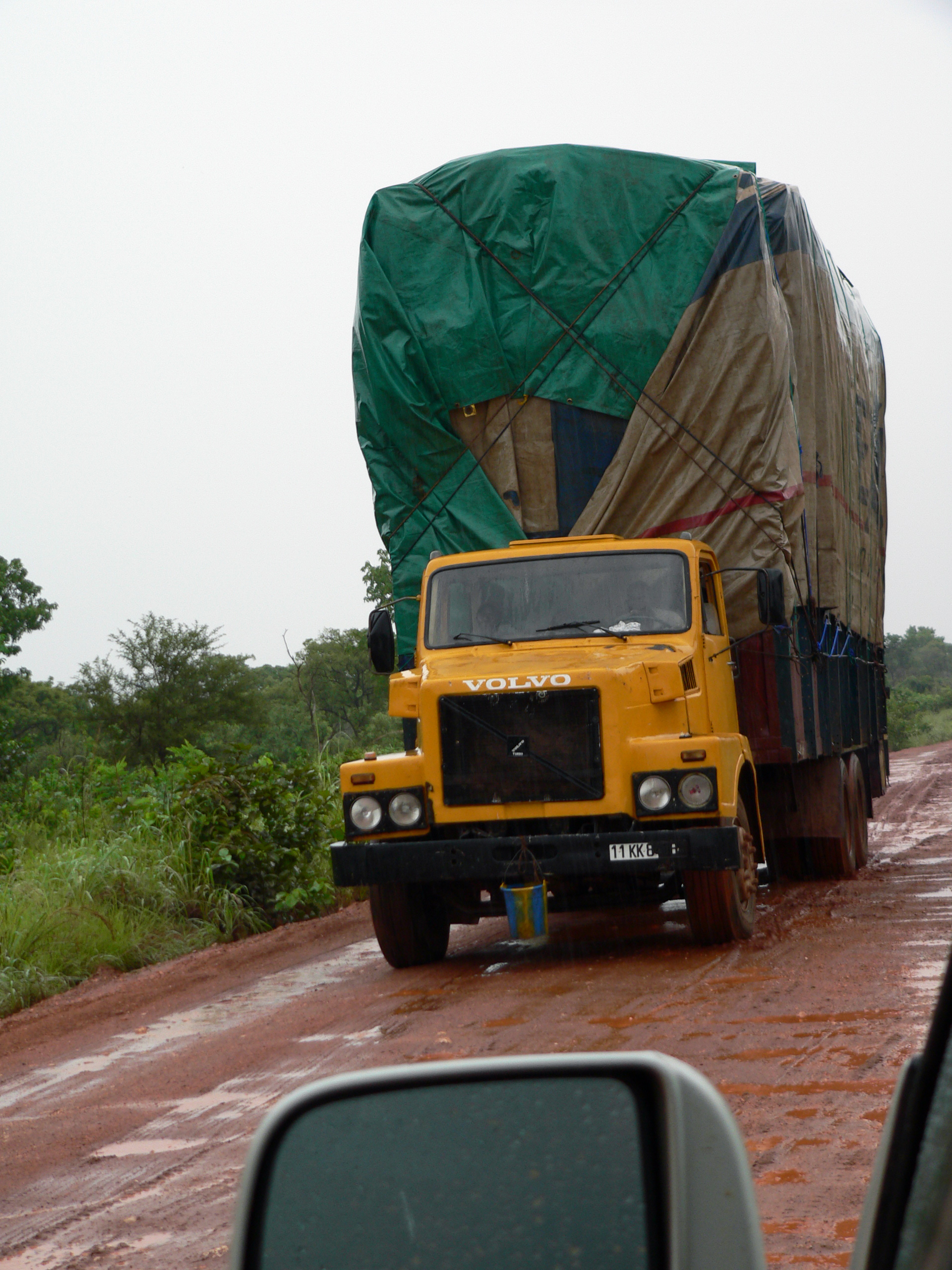
Überladener LKW – ein alltägliches Bild auf Ghanas Straßen.

2003 wurde ein von der japanischen Regierung finanziertes Projekt gestartet, das landesweit die Erbauung von 36 Brücken vorsieht.

### Bedeutende Unternehmen
- Ghana Highway Authority

gegr. 1974 als Gesellschaft zur Planung, Entwicklung und Verwaltung der wichtigsten Verbindungsstraßen und dazugehöriger Verkehrsbauten
- Vanef STC

gegr. 1995; früher State Transport Company; ist seit 2000 privatisiert; betreibt nationalen und internationalen Personentransport

## Schiffsverkehr
| Jahr |                    |                           |
| Jahr | Anzahl der Schiffe | Gesamt- wasserverdrängung |
| ---- | ------------------ | ------------------------- |
| Jahr | Anzahl der Schiffe | [1000 BRT]                |
| 1996 | 195                | 134,7                     |
| 2002 | 213                | 126,2                     |
| 2003 | 207                | 121,3                     |
| 2004 | 210                | 116,7                     |

Ghana hat zwei Tiefwasserhäfen: der in den 1920er Jahren ausgebaute Hafen von Takoradi und der 1961 eröffnete Hafen von Tema (in der Nähe von Accra). Beide sind per Eisenbahn mit Kumasi verbunden. Eine Sanierung der beiden Häfen, die schätzungsweise 100 Mio. USD gekostet hat, war 1990 beendet. Im Jahre 1996 wurde von der Ghana Ports and Harbours Authority erneut mit einem Ausbauprogramm für die beiden Häfen begonnen. Ein Projekt in Höhe von 365 Mio. USD, das einen besseren Zugang zu beiden Häfen herstellen soll, startete 1998.
Im Jahre 1996 sind über beide Häfen 6,7 Mio. Tonnen an Gütern verschifft worden.
Obgleich mit dem Volta-Stausees in den 1960er Jahren eine Wasserfläche entstand, die vom Akosombo-Staudamm 400 km landeinwärts reicht und seitdem neue Möglichkeiten für Kleintransporte aus dem Landinneren bietet, hat der Warenverkehr auf dem Volta und dem Volta-Stausee heute nur einen relativ bescheidenen und kaum bedeutenden Umfang.

### Bedeutende Unternehmen
- Ghana Ports and Habour Authority

Holdinggesellschaft zum Betrieb der Häfen Takoradi und Tema
- Alpha (West Africa) Line Ltd.

Die Reederei sieht ihren Schwerpunkt im Güterverkehr nach Westafrika, USA, Ferner Osten und Nordeuropa.
- Black Star Line Ltd.

bislang staatliche Gesellschaft; befand sich allerdings Ende 2004 im Privatisierungsprozess; betreibt sowohl Passagier- als auch Frachtschifffahrt nach Großbritannien, Kanada, USA, in die Mittelmeerstaaten und in andere Staaten Westafrikas
- Liner Agencies and Trading (Ghana) Ltd.

internationaler Frachtservice
- Maersk Sealand Ghana

gegr. 2001 als ghanaischer Ableger des dänischen Unternehmens Maersk
- Scanship (Ghana) Ltd.
- Grimaldi Ghana Ltd.

Ghanaische Niederlassung der italienischen Linienreederei GRIMALDI GROUP in Tema welche Seetransporte für sämtliche Ladungsarten (Ro/Ro, konventionell, Container) auf eigenen Multipurpose-ConRo-Schiffen von/nach Europa, den USA, Westafrika und Brasilien anbietet.

### Sonstige
- Ghana Shippers' Council

Die Organisation wurde 1974 als Interessenverband von derzeit ca. 28.000 (2004) eingetragenen Schiffern gegründet. Sie vermittelt daneben auch Frachtumschlags- und andere, damit im Zusammenhang stehende Dienstleistungen.

## Zivile Luftfahrt
| Jahr | geflogene Kilometer | beförderte Passagiere | Passagier-km | Luftfracht-km (Gesamttonnen) |
| ---- | ------------------- | --------------------- | ------------ | ---------------------------- |
| Jahr | [Mio. km]           | [1000]                | [Mio. km]    | [Mio. km]                    |
| 1974 | 3,6                 | 136                   | 151          | 16                           |
| 1989 | 4                   | 232                   | 382          | 48                           |
| 1990 | 4                   | 188                   | 366          | 49                           |
| 1991 | 5                   | 192                   | 331          | 58                           |
| 1994 | 5                   | 182                   | 478          | 72                           |
| 1995 | 5                   | 186                   | 611          | 86                           |
| 1996 | 6                   | 197                   | 655          | 91                           |
| 1999 | 9                   | 304                   | 1.097        | 151                          |
| 2000 | 9                   | 314                   | 1.204        | 162                          |
| 2001 | 18                  | 301                   | 1.233        | 157                          |

Ghanas derzeitiger Hauptflughafen ist Accra-Kotoka. Es existieren aber auch Flugplätze in Kumasi, Navrongo, Sunyani, Takoradi, Tamale, Yendi und Wa. Ein spezielles Luftfracht-Terminal im Kokoka Airport wurde 1994 fertiggestellt. Im Jahre 2001 wurden im Kotoka Airport 622.525 Passagiere abgefertigt und 44.779 Tonnen Luftfracht umgeschlagen.

### Bedeutende Unternehmen
- Ghana Civil Aviation Authority (GCAA)
- Afra Airlines Ltd.

begann mit Flügen Mitte 2005
- Antrak Air

seit 2003
- Gemini Airlines Ltd. (Aero Gem Cargo)

derzeit (2005) wöchentliche Frachtflüge zwischen Accra und London
- Ghana International Airlines Ltd. (GIAL)

gegr. 2005 als neue nationale Fluggesellschaft; Joint Venture zwischen dem Staat Ghana und GIA-USA

## Besonderheiten im Verkehrsbauwesen
Sowohl bei Straßen als auch bei Bahnstrecken ist im tropischen Afrika Wasser das größte Problem. Die gewaltigen Sturzregen, die in den Regenzeiten in kürzester Zeit niedergehen, können Schichtfluten auslösen, die häufig zu Regenschäden an den Straßen und Bahndämmen führen. Dies ist vor allem dann der Fall, wenn die Ableitung der Wassermassen, aus welchen Gründen auch immer, nicht richtig erfolgen kann, z. B. wenn Durchlässe in den Dämmen blockiert oder falsch gesetzt sind. Besonders in Gebieten, in denen der Mensch durch Abholzung und Grasnarbenvernichtung maßgeblich zur Bodenerosion beigetragen hat, reißen Schichtfluten Rinnen in den Boden, die sich auch im und unter dem Straßen- und Gleiskörper fortsetzen und Aufreißungen verursachen. Um dem zu begegnen, hat man zu Kolonialzeiten speziell für das tropische Afrika den als „Donga“ bezeichneten Straßentyp entwickelt. Bei den Dongas wurde der mit einer festen Decke versehene Straßenkörper tiefer gelegt, so dass die Straße dann während der Regenzeit auch gleichzeitig als Wasserableitungskanal wirkt. In dieser Zeit ist sie nicht befahrbar. Dies hat man auch im Brückenbau umgesetzt, wo man von Tauchbrücken (engl. low-level bridges) und Niederbrücken (engl. semi-level bridges) sprach. Letztere bleiben bei „kleineren“ Regen befahrbar. Hochbrücken hat man in der Vergangenheit aus Kostengründen vermieden oder wenn, dann zumeist nur für Eisenbahnen gebaut. Bei den Planungen der Verkehrsbauten wurde davon ausgegangen, dass man bei den westafrikanischen Flüssen mit einem Wasserstandsanstieg bis zu 10 m nach heftigen Regen rechnen kann und es bis zu Wochen dauern kann, bis überschwemmte Verkehrswege wieder genutzt werden können.